# Pontos extremos da Macedónia do Norte

Carta topográfica da Macedónia do Norte

Esta é a lista dos pontos extremos da Macedónia do Norte, os locais mais a norte, sul, leste e oeste do território macedónio, e os extremos altimétricos.

## Latitude e longitude
- Ponto mais setentrional: município de Kriva Palanka, (43° 22′ 25″ N, 22° 17′ 37″ L)
- Ponto mais meridional: Dolno Dupeni, margem do Lago Prespa, município de Resen, (40° 51′ 25″ N, 21° 07′ 07″ L)
- Ponto mais ocidental: Konjari, município de Debar, (41° 31′ 08″ N, 20° 27′ 13″ L)
- Ponto mais oriental: município de Pehčevo, (41° 43′ 22,85″ N, 23° 02′ 04″ L)

## Altitude
- Ponto mais alto: Golem Korab, 2764 m
- Ponto mais baixo: Rio Vardar, 50 m